# 印度—蘇里南關係
苏里南和印度有着悠久的渊源，在苏里南人口中，印度裔占有一定的比重，苏里南政府因此也非常重视该国和印度之间的关系。在苏里南建有印度文化中心，以传播印度文化，增进互相的了解。

## 互访
1993年和1994年，苏里南议长拉奇蒙和副总统阿佐迪亚分别到访印度，前者和印度政府签署了关于苏国利用印度贷款引进印度农机设备的协议。2003年总统费内希恩出访印度，在其访问期间，印度方面免除了苏国5000万卢比的债务，并提供10万美元的医药援助。
费内希恩访问印度后三个月，时任印度外长的辛格率代表团参加在苏举行的第七届印地语大会。